# Wanda
Pour les articles homonymes, voir Wanda (homonymie).
La princesse Wanda est une souveraine légendaire de Pologne.

## Légende
Selon la légende, la princesse Wanda régnait sur Cracovie. Fille du roi Krak, fondateur de la ville, elle a fait vœu de virginité ; elle refuse de prendre en mariage un prince allemand, Rytygier, et, quand celui-ci envahit le royaume de Pologne, elle le vainc à la tête des troupes polonaises ; puis Wanda se suicide, en se jetant dans les eaux de la Vistule.
Le nom de cette princesse légendaire est évoqué pour la première fois par Vincent Kadlubek, chroniqueur polonais du XIIIe siècle.
L'étymologie de son nom reste confuse. Ce prénom populaire en Pologne est païen, et les filles qui le portent sont en général appelées « Janina », autrement dit « Jeanne », car Wanda était fêtée la nuit du 23 juin, veille de la Saint-Jean.

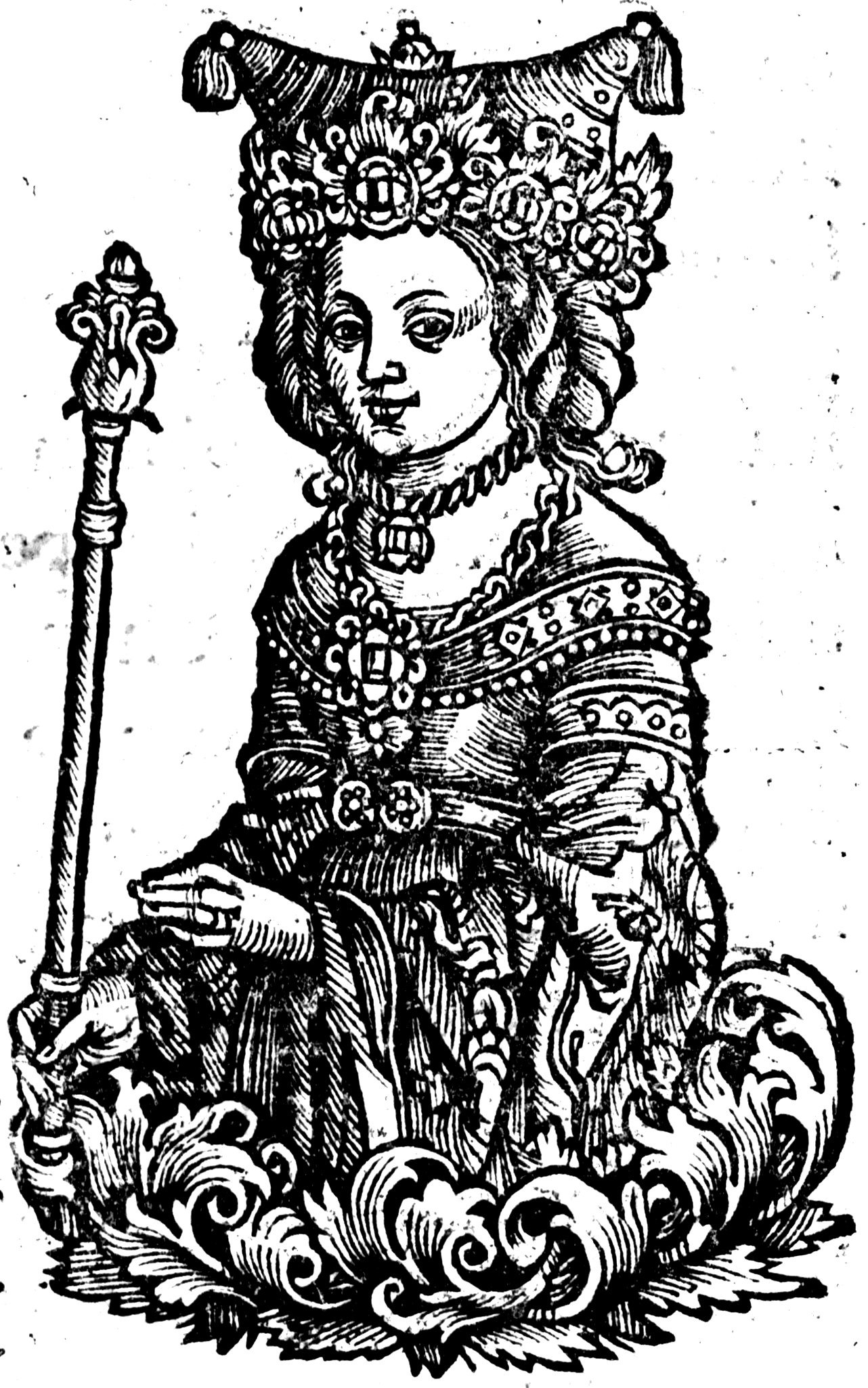
Wanda, gravure sur bois dans l'ouvrage de Maciej de Miechów, Chronica polonorum, Cracovie, 1521.

## Références culturelles

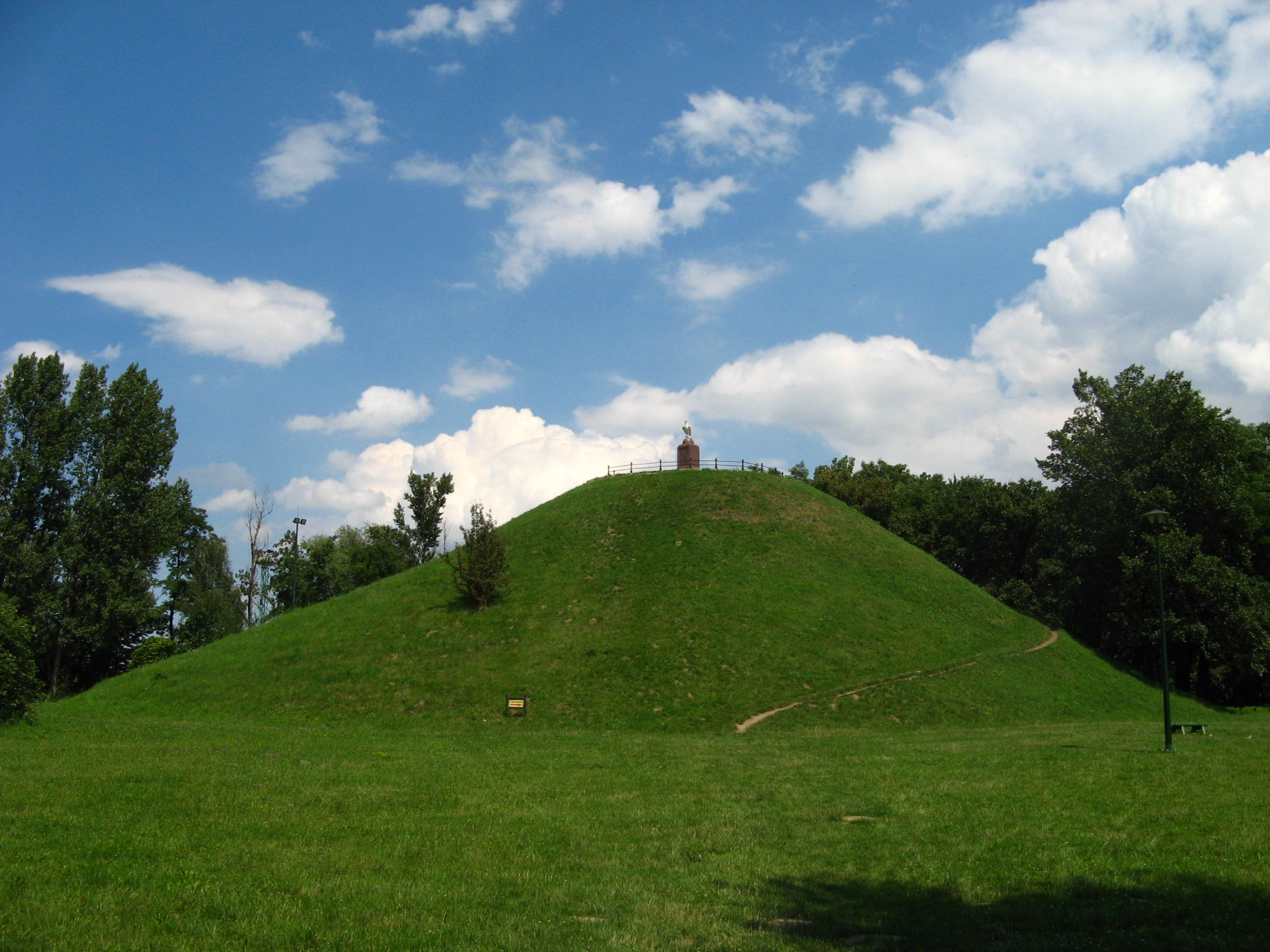
Tumulus de Wanda à Nowa Huta.